# 이종환 (축구인)
이종환(1930년 1월 1일 ~ )은 대한민국의 전 축구 선수 및 감독이다. 평안남도 평양직할시 출신이다. 고려대학교 축구부 출신으로.부산 아이파크의 모태인 새한자동차 축구단의 창단 감독으로 1979년 부임했고 유공 코끼리 (현 제주 유나이티드 FC)의 창단 감독을 하였으며 그 후 1980년대 대한축구협회 부회장과 회장 그리고 1994년 한국프로축구연맹의 부회장을 하였다.